# 佩雷耶
佩雷耶（法語：Péreille，法語發音：[peʁɛj]）是法国阿列日省的一个市镇，属于富瓦区。

## 地理
佩雷耶（42°56'23"N, 1°48'9"E）面积5.36 平方千米，位于法国奧克西塔尼大區阿列日省，该省份为法国西南部内陆省份，西部和北部与上加龙省接壤，东临奥德省，东南至东比利牛斯省接壤，南与安道尔和西班牙接壤。
与佩雷耶接壤的市镇（或旧市镇、城区）包括：伊亚、拉沃拉内、赖萨克、罗克菲克萨德、奥尔姆新城。

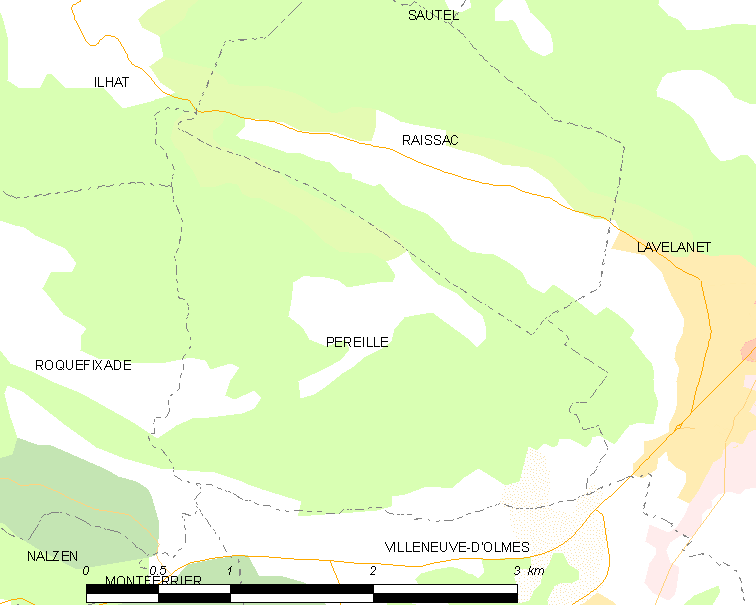
佩雷耶的OSM定位图

佩雷耶的时区为UTC+01:00、UTC+02:00（夏令时）。

## 行政
佩雷耶的邮政编码为09300，INSEE市镇编码为09227。

## 政治
佩雷耶所属的省级选区为奥尔姆地区县。

## 人口

1962-2008年间佩雷耶人口变化图示

佩雷耶于2022年1月1日时的人口数量为186人。